# Rodolfo Almeida
Rodolfo Almeida Morando (Buenos Aires, Argentina, 10 de junio de 1923-12 de julio de 2006) fue un futbolista argentino nacionalizado chileno, que jugó de mediocampista y de defensa central. Campeón con Universidad Católica y Palestino, fue internacional con la selección chilena en el Campeonato Panamericano de 1956, y en los Campeonatos Sudamericanos de 1955, 1956 y 1957.

## Trayectoria
Viajó con Racing Club a Chile, a jugar con Colo-Colo. En esta gira, Almeida se quedó en Universidad Católica, donde consiguió levantar el primer campeonato nacional del club, en 1949.
Luego pasó a Palestino, donde logró el título de 1955.

## Selección nacional
Almeida se nacionalizó y actuó por la selección chilena por primera vez en 1954. Participó del Campeonato Sudamericano 1955, del Campeonato Sudamericano 1956 —donde fue titular en la primera victoria de Chile ante Brasil en competencias oficiales—, del Campeonato Panamericano 1956 y del Campeonato Sudamericano 1957. En total, tuvo 22 participaciones con el representativo chileno.

### Participaciones en Campeonatos Panamericanos
| Panamericano                    | Sede  | Resultado   | PJ | G |
| ------------------------------- | ----- | ----------- | -- | - |
| Campeonato Panamericano de 1956 | Chile | Sexto lugar | 3  | 0 |

### Participaciones en Campeonatos Sudamericanos
| Sudamericano                 | Sede    | Resultado    | PJ | G |
| ---------------------------- | ------- | ------------ | -- | - |
| Campeonato Sudamericano 1955 | Chile   | Subcampeón   | 5  | 0 |
| Campeonato Sudamericano 1956 | Uruguay | Subcampeón   | 5  | 0 |
| Campeonato Sudamericano 1957 | Perú    | Sexto puesto | 4  | 0 |

## Clubes
| Club                 | País      | Año       |
| -------------------- | --------- | --------- |
| Racing               | Argentina | 1940-1946 |
| Universidad Católica | Chile     | 1946-1952 |
| Palestino            | Chile     | 1953-1961 |

## Palmarés

### Campeonatos nacionales
| Título           | Club                 | País  | Año  |
| ---------------- | -------------------- | ----- | ---- |
| Primera División | Universidad Católica | Chile | 1949 |
| Primera División | Palestino            | Chile | 1955 |